# Jean Barraqué
 Der er for få eller ingen kildehenvisninger i denne artikel, hvilket er et problem. Du kan hjælpe ved at angive troværdige kilder til de påstande, som fremføres i artiklen.

Jean-Henri-Alphonse Barraqué (17. januar 1928 – 17. august 1973) var en fransk komponist.
Han skrev musik i fri tolvtoneteknik. Af hans værker kan nævnes La morte de Virgile, Séquence for stemmer og instrumenter og Etude for magnetofonbånd.
Han var en betydelig, men omdiskuteret komponist.